# The Way to Go
They Way to Go es el segundo álbum de estudio de la banda de thrash metal noruega Equinox, publicado en 1990.

## Lista de canciones
| N.º | Título              | Duración |  |
| 1.  | «Fine By Me»        | 4:14     |  |
| 2.  | «Inner Self»        | 6:25     |  |
| 3.  | «Skrell»            | 5:12     |  |
| 4.  | «Godamadog»         | 3:23     |  |
| 5.  | «Quest For Fire»    | 2:57     |  |
| 6.  | «Conveyer Of Truth» | 4:09     |  |
| 7.  | «Flower Power»      | 4:47     |  |
| 8.  | «What It Is Worth»  | 6:12     |  |

## Créditos
- Grim Stene – Voz, guitarra, guitarra acústica y acordeón
- Tommy Skarning – Guitarra y voz
- Skule Stene – Bajo y voz